# Macrobrachium microps
Macrobrachium microps is een garnalensoort uit de familie van de Palaemonidae. De wetenschappelijke naam van de soort is voor het eerst geldig gepubliceerd in 1978 door Holthuis.